# Längelmäki
Längelmäki é uma antiga municipalidade da Finlândia. Localizava-se na província de Finlândia Ocidental e é parte da região Pirkanmaa. Possuia uma população de 1.734 (2003) e cobria uma área de 496,89 km² dos quais 71,74 km² eram água. A densidade populacional era de 3,5 habitantes por km².
Längelmäki foi dividida em 2007 entre Jämsä e Orivesi.